# Купер, Доминик
До́миник Э́двард Ку́пер (англ. Dominic Edward Cooper, род. 2 июня 1978, Гринвич, Лондон, Великобритания) — британский (английский) актёр.

## Биография
Доминик родился в лондонском районе Гринвич 2 июня 1978 года в семье воспитательницы детского сада Джули (в девичестве Херон) и аукциониста Брайана Купера. Он обучался в школе Томаса Таллиса, а также в Лондонской академии музыки и драматического искусства, которую окончил в 2000 году. В начале 2000-х годов, Доминик снимался в рекламных роликах презервативов Durex. Несколько из этих роликов были запрещены к показу на ТВ. В частности ролик под названием Banned Commercial Durex Condom Ad.
Сначала Доминик работал на телевидении и снимался в кино в эпизодических ролях, а в 2001 году дебютировал на сцене Национального театра в Лондоне. Вскоре ему предложили роль Дакина в пьесе «Любители истории», с гастролями которой он выступал на Бродвее, в Сиднее, Веллингтоне и Гонконге. Эту роль он также исполнил в радиоверсии пьесы и в её экранизации в 2006 году.
У Доминика также были примечательные роли в фильмах «Попасть в десятку» (2006), «Герцогиня» (2008) и «Дэвид Копперфильд» (2008). Но наибольшую популярность ему принесла роль Ская, жениха Софи (в исполнении Аманды Сейфрид) в фильме «Мамма Mia!» в 2008 году.

## Личная жизнь
Купер является лучшим другом актёра и телеведущего Джеймса Кордена, с которым одно время жил в одной квартире. Именно Доминик познакомил Джеймса с его женой Джулией и является крёстным отцом их сына Макса.
Имел отношения со своей коллегой по фильму Mamma Mia! Амандой Сейфрид. С 2010 года Купер встречался с актрисой Рут Негга. Они жили вместе в Лондоне. Они расстались друзьями в 2016 году, но пресса об этом узнала только через два года. С 2018 года состоит в отношениях с актрисой Джеммой Чан.

## Фильмография

### Кино
| Год  | Название на русском                     | Название на английском              | Роль                       | Примечания |
| ---- | --------------------------------------- | ----------------------------------- | -------------------------- | --- |
| 2001 | Из ада                                  | From Hell                           | констебль                  | |
| 2001 | Аназапта                                | Anazapta                            | клерк                      | |
| 2002 |                                         | The Gentleman Thief                 | полицейский Меррифилд      | |
| 2002 | Последний занавес                       | The Final Curtain                   | молодой священник          | |
| 2003 | Королева воинов                         | Boudica                             |                            | |
| 2003 | Я буду рядом                            | I’ll Be There                       | парень                     | |
| 2005 | Завтрак на Плутоне                      | Breakfast on Pluto                  | гость на дискотеке         | |
| 2006 | Попасть в десятку                       | Starter for 10                      | Спенсер                    | Номинация — Кинопремия «Империя» за лучший дебют |
| 2006 | Любители истории                        | The History Boys                    | Дэйкин                     | Номинация — Премия Лондонского кружка кинокритиков — Лучший британский актёр года в роли второго плана Номинация — Премия британского независимого кино — Самый многообещающий дебют Номинация — Кинопремия «Империя» за лучший дебют |
| 2008 | Герцогиня                               | The Duchess                         | Чарльз Грей, 2-й граф Грей | |
| 2008 | Мамма Mia!                              | Mamma Mia!                          | Скай                       | |
| 2008 | Побег из тюрьмы                         | The Escapist                        | Лэйси                      | |
| 2009 | Короткие интервью с подонками           | Brief Interviews with Hideous Men   | Дэниел / объект 46         | |
| 2009 | Свободное падение                       | Freefall                            | Дэйв Мэттьюс               | |
| 2009 | Воспитание чувств                       | An Education                        | Дэнни                      | Номинация — Премия Гильдии киноактёров США за лучший актёрский состав в игровом кино |
| 2010 | Неотразимая Тамара                      | Tamara Drewe                        | Бен                        | |
| 2011 | Шевели ластами!                         | A Turtle’s Tale: Sammy’s Adventures | Сэмми                      | Голос |
| 2011 | Первый мститель                         | Captain America: The First Avenger  | Говард Старк               | |
| 2011 | Двойник дьявола                         | The Devil’s Double                  | Латиф Яхи / Удей Хусейн    | Номинация — Премия «Сатурн» лучшему киноактёру |
| 2011 | 7 дней и ночей с Мэрилин                | My Week with Marilyn                | Милтон Грин                | Премия «Капри» за лучший актёрский состав |
| 2012 | Президент Линкольн: Охотник на вампиров | Abraham Lincoln: Vampire Hunter     | Генри Стерджес             | |
| 2013 | Одним меньше                            | Dead Man Down                       | Дарси                      | |
| 2013 | Лето в феврале                          | Summer in February                  | Эй Джей Маннингс           | |
| 2013 | Агент Картер                            | Agent Carter                        | Говард Старк               | Сериал |
| 2014 | Разумное сомнение                       | Reasonable Doubt                    | Митч Брокден               | |
| 2014 | Need for Speed: Жажда скорости          | Need for Speed                      | Дино Брустер               | |
| 2014 | Дракула                                 | Dracula Untold                      | Мехмед II                  | |
| 2015 | Уже скучаю по тебе                      | Miss You Already                    | Кит                        | |
| 2015 | Леди в фургоне                          | The Lady in the Van                 | театральный актёр          | |
| 2016 | Варкрафт                                | Warcraft                            | король Ллейн Ринн          | |
| 2016 | Стрэттон: Первое задание                | Stratton: First into Action         | Джон Стрэттон              | |
| 2018 | Mamma Mia! 2                            | Mamma Mia! 2                        | Скай                       | |
| 202? | Название неизвестно                     | Cry from the Sea                    | Шеймус                     | |

### Телевидение
| Год     | Название на русском        | Название на английском             | Роль           | Примечания |
| ------- | -------------------------- | ---------------------------------- | -------------- | --- |
| 2001    | Фантастические миры Уэллса | The Infinite Worlds of H. G. Wells | Сидни Дэвидсон | Эпизод «Davidson’s Eyes» |
| 2001    | Братья по оружию           | Band of Brothers                   | Аллингтон      | Эпизод «Currahee» |
| 2003    | Сверкающий цианид          | Sparkling Cyanide                  | Энди Хоффман   | ТВ фильм |
| 2004    | Ближе к земле              | Down To Earth                      | Дэнни Вуд      | Эпизод «First Love» |
| 2008    | Разум и чувства            | Sense and Sensibility              | Джон Уиллоуби  | Мини-сериал; 3 эпизода |
| 2008    | Суд над богом              | God on Trial                       | Моше           | ТВ фильм |
| 2014    | Флеминг                    | Fleming: The Man Who Would Be Bond | Ян Флеминг     | Мини-сериал Номинация — Спутник — Лучший актёр — мини-сериала или фильма на ТВ |
| 2015-16 | Агент Картер               | Agent Carter                       | Говард Старк   | 5 эпизодов Номинация — Онлайн ассоциация кино и телевидения — Лучший приглашённый актёр в драматическом телесериале (2015) Номинация — Премия «Сатурн» за лучшую гостевую роль в телесериале (2015) |
| 2016-19 | Проповедник                | Preacher                           | Джесси Кастер  | Главная роль; 43 эпизода |
| 2021    | Что если…?                 | What If…?                          | Говард Старк   | мультсериал; озвучка |
| 2022    | Грязный чёрный мешок       | That Dirty Black Bag               | Артур МакКой   | |